# Dytiscus latro
Dytiscus latro är en skalbaggsart som beskrevs av Sharp 1882. Dytiscus latro ingår i släktet Dytiscus och familjen dykare. Inga underarter finns listade i Catalogue of Life.